# Скобелев, Дмитрий Иванович
Дми́трий Ива́нович Ско́белев (5 (17) октября 1820 — 27 декабря 1879 (8 января 1880)) — русский военный деятель, генерал-лейтенант (1869), командир Собственного Его Императорского Величества конвоя, заведующий Ротой дворцовых гренадер. Отец генерала Михаила Скобелева.

## Биография

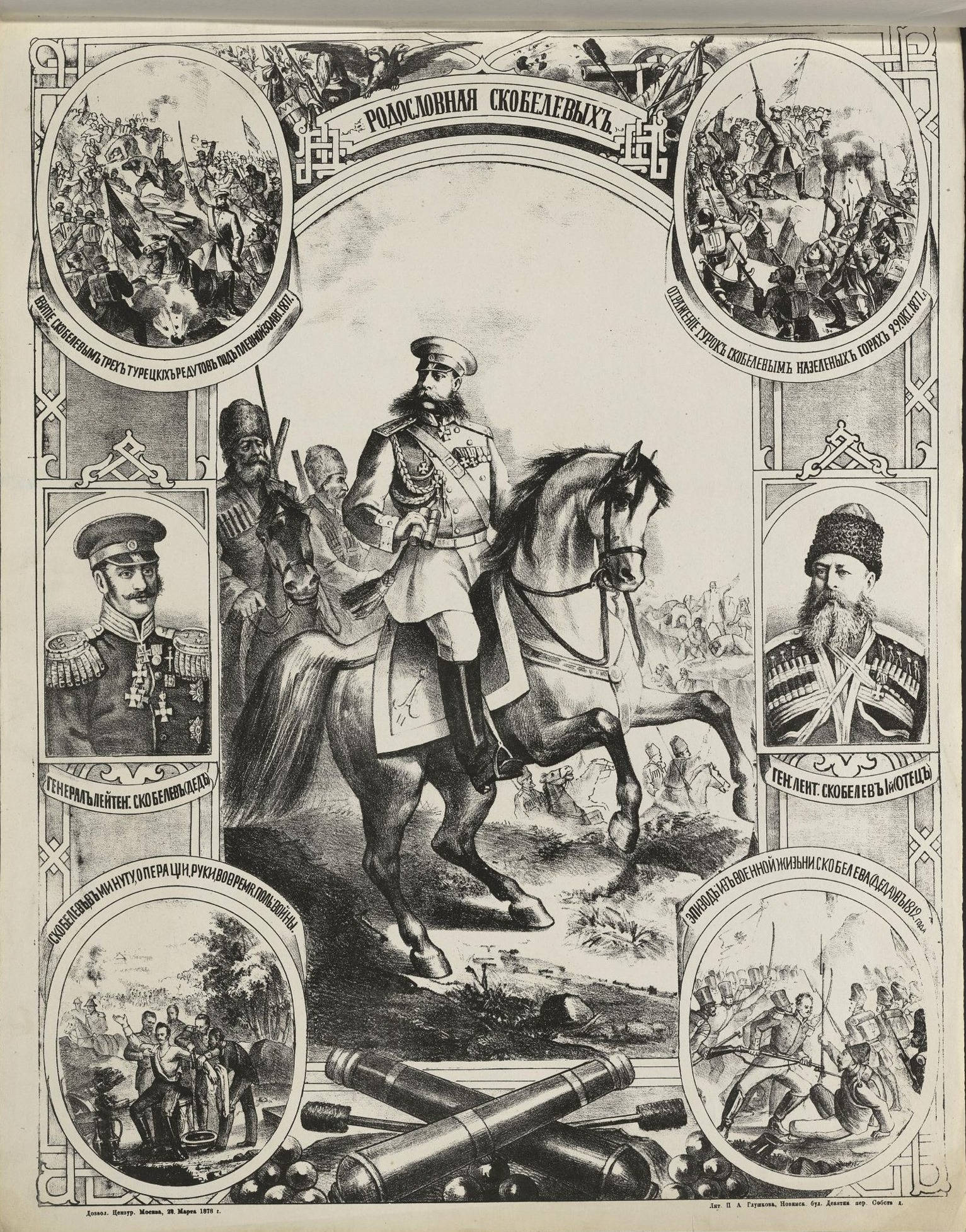
Скобелевы. 'Родословная Скобелевых'.(лит. 1878г)

Из дворян Калужской губернии. Сын генерала Ивана Никитича Скобелева. Родился в Москве, крещен 23 октября 1820 года в церкви Харитона Исповедника в Огородниках при восприемстве князя А. Л. Шаховского и Е. Д. Мусиной-Пушкиной.
Воспитывался в Школе гвардейских подпрапорщиков и кавалерийских юнкеров. В 1838 году начал службу унтер-офицером Кавалергардского полка, а в 1840 году был произведён в корнеты. В 1846 году Скобелев был назначен адъютантом к военному министру генерал-адъютанту князю А. И. Чернышёву, состоя при котором, исполнял различные поручения по следственным делам.
В 1849 году в чине штабс-ротмистра Скобелев был назначен флигель-адъютантом и командирован по Высочайшему повелению в города Вильну и Бобруйск для проведения следствия о побеге рекрутов. В том же году принял участие в Венгерской кампании. Он был назначен в 5-й пехотный корпус в Трансильванию «для военных действий и для наблюдения за исправностью снабжения корпуса». С 9 июня по 7 августа Скобелев находился в составе действовавших войск и участвовал в сражениях: 20 июня при селении Кереше, 23 — при селе Жорже, 8 июля — в Роттентурмском ущелье, 19 — при разбитии неприятельского лагеря у города Медиаша, 25 — при Германштадте, 31 июля в столкновении у Мюленбах и 6 августа — при сдаче отряда венгров при городе Деве. За боевые заслуги и храбрость Скобелев был награждён орденом святого Владимира 4-й степени с бантом, а также австрийским орденом Железной короны 3-й степени.
В 1850 году Дмитрий Скобелев был произведён в ротмистры и находился на учениях и смотрах в Сувалках, Ковно, Белой Церкви, Варшаве, Елисаветграде, Чугуеве и Вознесенске. С 1851 по 1852 год  служил в Кавалергардскому полку. За это  время он побывал в  командировках в Архангельской, Таврической, Херсонской, Екатеринославской и Могилёвской губерниях.
В конце февраля 1853 года Скобелев был направлен в Севастополь для приведения на военное положение 13-й пехотной дивизии. Он также произвёл подробный осмотр военно-госпитальных учреждений в Севастополе, Кинбурне, Симферополе, Перекопе, Феодосии, Керчи и Херсоне.
Затем Скобелев отправился с названой дивизией на Кавказ, где участвовал в сражении при Баяндуре, находясь под начальством князя Орбелиани, который, несмотря на подавляющее превосходство турок, смог избежать  поражения  благодаря быстрому приходу на выручку князя Давида Осиповича Бебутова.
Скобелев, в числе отличившихся участников боя, был награждён золотой шпагой с надписью «за храбрость». Затем Скобелев находился в славном Баше-Кадыкларском сражении, за отличие в котором произведён в полковники и награждён орденом святой Анны 2-й степени с короною.
В 1854 году Скобелев командовал тремя сотнями казаков в военных действиях против турок. Получил награды: ордена святого Владимира 3-й степени и святого Георгия 4-й степени.
В 1855 году назначен походным атаманом донских казачьих полков, расположенных в Финляндии, но уже в 1856 году был назначен командиром вновь сформированного Елисаветградского драгунского (принца Карла Баварского) полка. В следующем 1857 году Скобелев был назначен командиром лейб-гвардии Конно-гренадерского полка.
В 1858 году был пожалован перстнем с вензелями императора и назначен командиром Собственного Е. И. В. конвоя. 17 апреля 1860 года произведён в генерал-майоры Свиты Его Императорского Величества. В 1864 году по прошению был отчислен с должности командира Собственного Его Величества конвоя, с оставлением в Свите и сохранением мундира лейб-гвардии казачьих эскадронов Собственного его Величества конвоя. Находился в бессрочном отпуске с правом отлучения за границу.
В 1869 году Скобелев временно заведовал ротой дворцовых гренадер в связи с отъездом за границу графа Николая Трофимовича Баранова. 30 августа 1869 года произведён в генерал-лейтенанты и назначен состоять при Его Императорском Высочестве генерал-инспекторе кавалерии. В последней должности Скобелев находился до конца жизни.

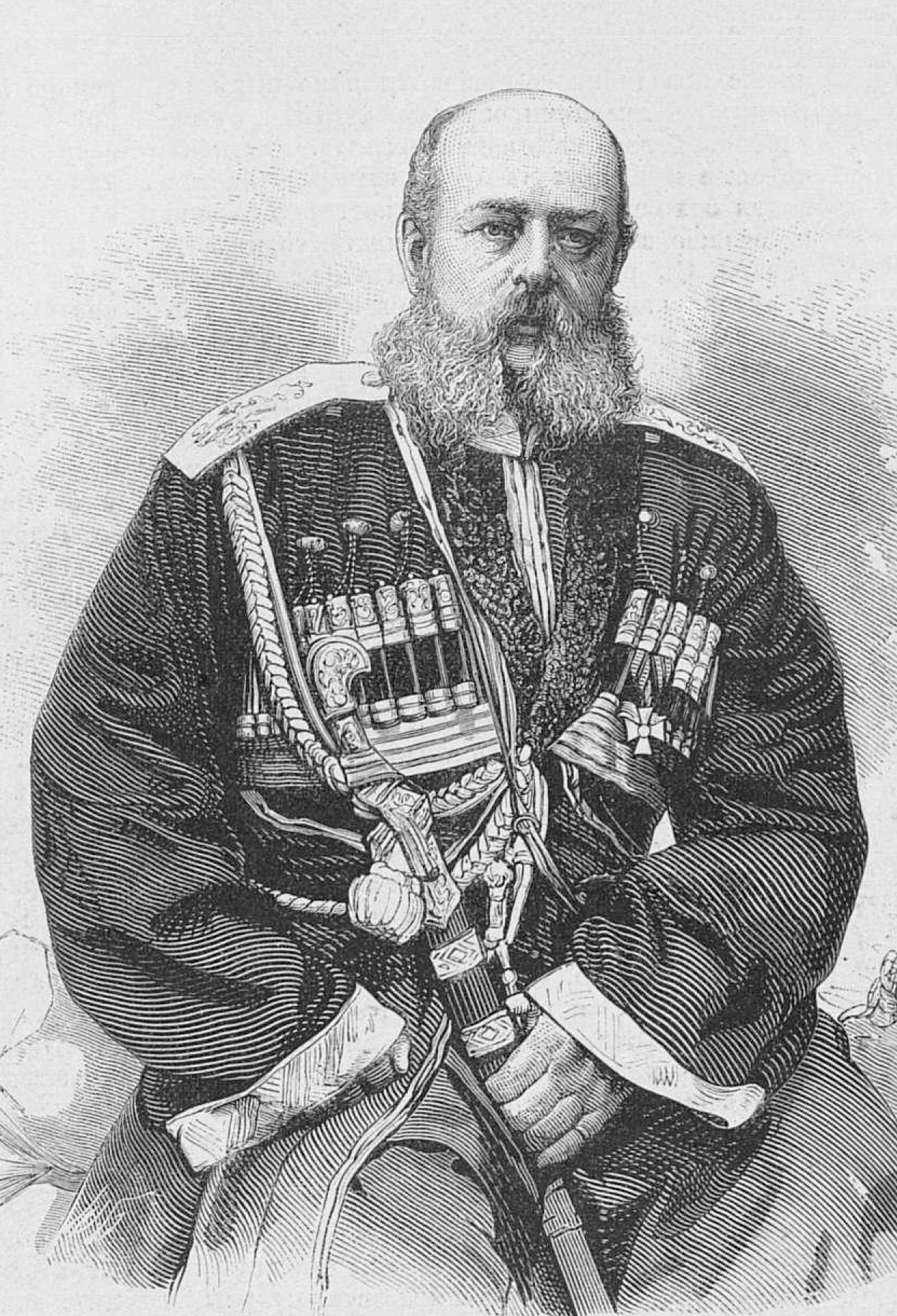
Д. И. Скобелев, рисунок П. Бореля

С началом войны с Турцией 1877—1878 годов  Скобелеву (упоминается часто с приставкой '1-й', чтобы отличать от сына-генерала)  было поручено командовать вновь сформированной Кавказской казачьей дивизией совместно с 4-й стрелковой бригадой. Скобелев с войсками выступил из Кишинёва в Галац и занял его без боя. Оттуда он двинулся в Журжево, где к его отряду была присоединена 14-я пехотная дивизия, а затем он отправился к Бухаресту, где остановился для удержания линии по Дунаю. Скобелев удерживал фронт по Дунаю длиною в 60 вёрст, а также участвовал в заграждении Дуная у Парпашева, обеспечивая переправу русских войск у Зимницы. 21 ноября 1877 года награждён орденом Белого орла с мечами.
После расформирования Кавказской казачьей дивизии Скобелев поступил в распоряжение главнокомандующего и в ноябре 1877 года принял участие в действиях русской армии под Плевной. По сдаче Плевны Скобелев с двумя казачьими  и одним гусарским отрядами был отправлен в Филиппополь — против армии Сулеймана. 4 января с 9-м драгунским и 30-м донским полками при 4 орудиях Скобелев подошёл к Филиппополю и участвовал в его занятии. В ту же ночь он выступил к Станамаки, около которого была сосредоточена большая часть армии Сулеймана. Находясь в отряде генерал-лейтенанта Дандевиля, Скобелев участвовал в преследовании отступавших турецких сил, в движении от Филиппополя на Паша-Махале, а оттуда на Кара-Агач, где произошло сражение в результате которого турки были отброшены в горы, потеряв при этом орудия. Между тем армия Сулеймана, отступив от Станимаки, перешла хребет Родопских гор и утром 7 января была настигнута Скобелевым. Дмитрий Иванович Скобелев располагал одним казачьим и тремя драгунскими полками. В результате Скобелев отнял у турок 54 орудия, склад артиллерийских снарядов, обозы, оружие и взял несколько сот пленных турок. По прибытии в Андрианополь Скобелев был награждён главнокомандующим Дунайской армией — Его Императорским Высочеством. За мужество и храбрость, оказанные в Турецкую войну 1877—1878 годов Скобелев получил 30 августа орден святого Георгия 3-й степени.
По отзывам современников, Скобелев был в меру храбрым офицером, без особых талантов и амбиций; в хозяйственных делах он был расчетлив, что позволило ему многократно увеличить отцовское состояние. Вместе с тем он был человек отзывчивой души, готовый прийти на помощь нуждающимся. «Скобелев-отец поразил меня своей фигурой: красивый, с большими голубыми глазами, окладистою, рыжею бородой, он сидел на маленьком казацком коне, к которому казался приросшим», — вспоминал В. В. Вересаев. «Сын знаменитого отца и отец знаменитого сына», как говорили о Скобелеве современники, скончался скоропостижно, от органического порока сердца, на 59-м году жизни.

## Семья

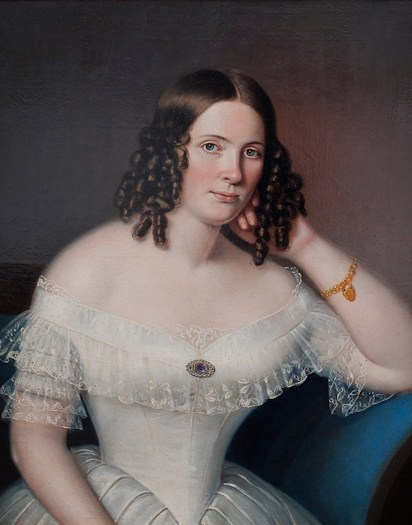
Ольга Николаевна, жена

От брака с Ольгой Николаевной Полтавцевой (1823—1880) имел сына и трёх дочерей:
- Михаил Дмитриевич (1843—1882), русский военачальник и стратег, генерал от инфантерии, генерал-адъютант.
- Надежда Дмитриевна (1847—1920), в 1865 году вышла замуж за князя Константина Эсперовича Белосельского-Белозерского (1843—1920), генерал-лейтенанта. После смерти брата, Надежда Дмитриевна стала его наследницей, она возглавила комитет «Скобелевского общества», в организации которого приняла самое деятельное участие. На свои деньги она построила на Крестовском острове инвалидный дом для бывших воинов, получивших увечья в русско-турецкую войну. В имении Заборово 25 июня 1910 года открыла инвалидный дом, где проживало 6—8 ветеранов. Её сын С. К. Белосельский-Белозерский, русский генерал, участник Белого движения, был крупнейшим землевладельцем России.
- Ольга Дмитриевна (1847—1898), фрейлина, сестра милосердия в русско-турецкой войне 1877-78 гг., ученица знаменитой певицы Полины Виардо, под руководством которой сочиняла романсы, вальсы, марши. Была замужем за Василием Петровичем Шереметевым (1836—1893), в браке имели 7 детей. Одна из богатейших женщин России, хозяйка Юринского замка.
- Зинаида Дмитриевна (1856[2]—1899), в 1878 году стала второй женой герцога Евгения Максимилиановича Лейхтенбергского (1847—1901), получила титул графини Богарнэ (1878) и герцогини Лейхтенбергской с титулом светлости (1889). В 1880—1899 годах состояла в любовных отношениях с вел. кн. Алексеем Александровичем. Умерла 16 июня 1899 года в Петербурге от рака горла.

Дети
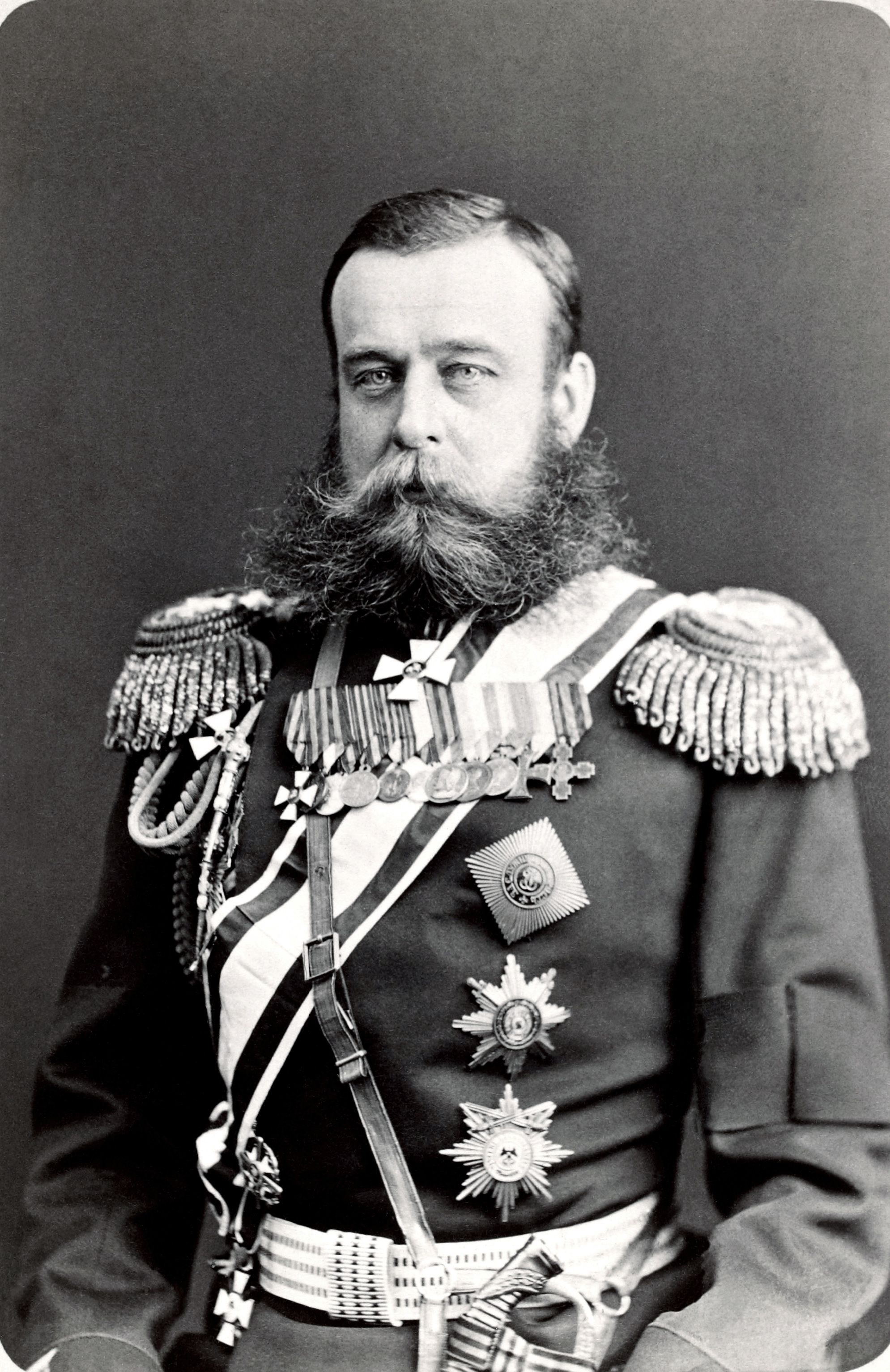
Михаил
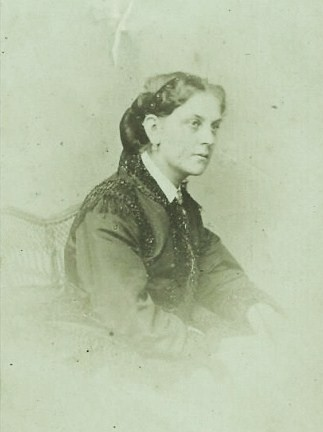
Надежда
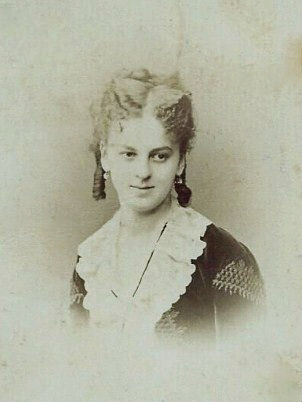
Ольга
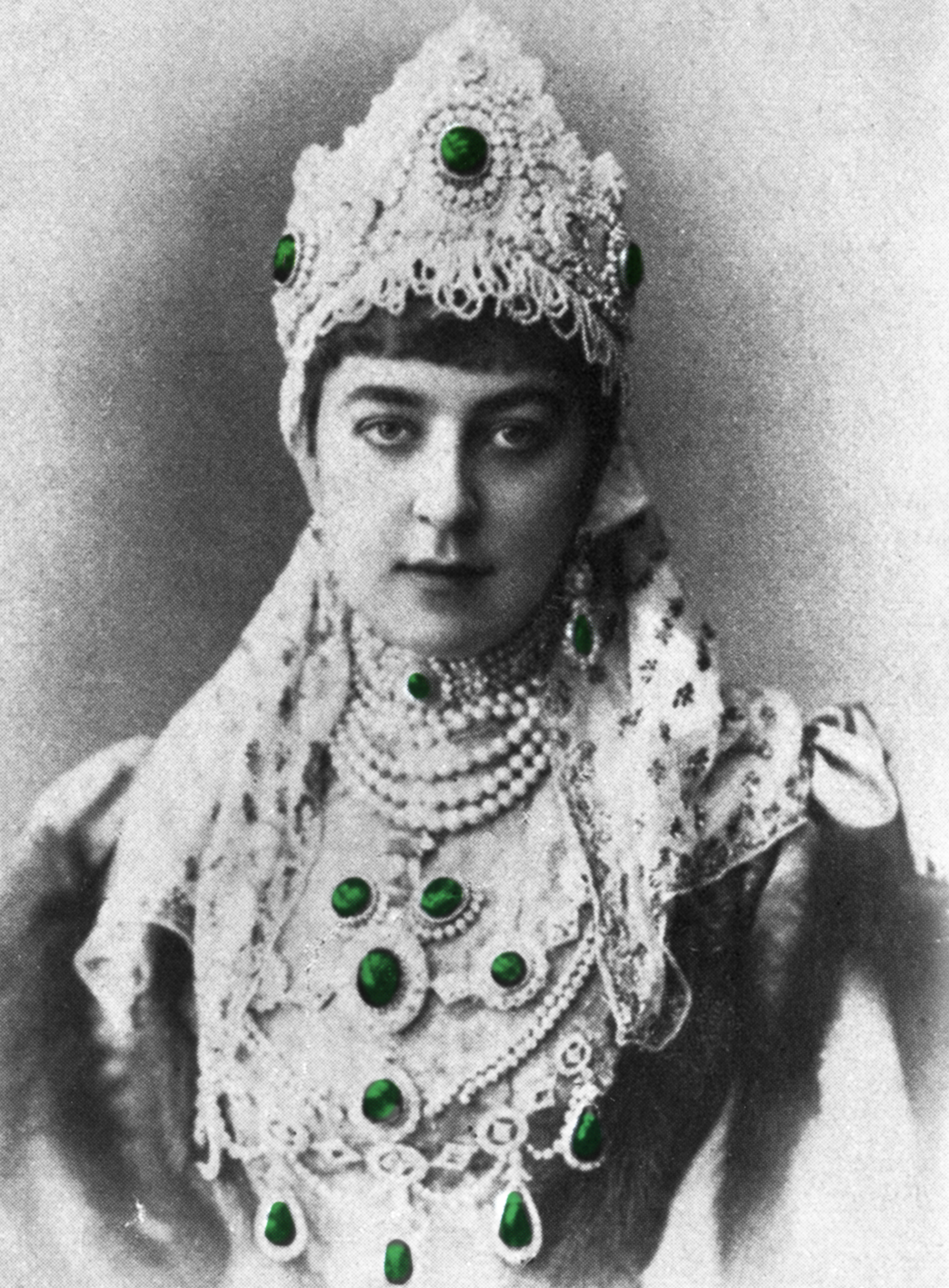
Зинаида

## Награды
- Орден Святого Владимира 4-й степени с бантом (11.10.1849)
- Орден Святой Анны 2-й степени (31.12.1849)
- Императорская корона к ордену Святой Анны 2-й степени (1854)
- Золотой палаш с надписью «За храбрость» (1854)
- Орден Святого Георгия 4-й степени (28.12.1854)
- Орден Святого Владимира 3-й степени (1855)
- Перстень с вензелевым изображением Имени Его Величества (1858)
- Знак отличия беспорочной службы за XV лет (1859)
- Орден Святого Станислава 1-й степени (1862)
- Орден Святой Анны 1-й степени с мечами (1864)
- Императорская корона к ордену Святой Анны 1-й степени с мечами (1872)
- Орден Святого Владимира 2-й степени (1875)
- Орден Белого Орла с мечами (21.11.1877)
- Орден Святого Георгия 3-й степени (30.08.1878)

Иностранные:
- Австрийский орден Железной короны 2-й степени (1849)
- Прусский орден Красного орла 2-й степени (1857)
- Турецкий орден Меджидие 1-й степени (1872)
- Прусский орден Красного орла 1-й степени (1873)